# Spinneys
Spinneys est une chaîne émirienne de supermarchés et hypermarchés exploités au Moyen-Orient, créée en 1924 à Alexandrie en Égypte.